# サクラガイ
サクラガイ（Nitidotellina hokkaidoensis、桜貝）は、マルスダレガイ目ニッコウガイ科の二枚貝（分類はBISMaLに従った）。Nitidotellina dunkeri Bernard, Cai & Morton, 1993、Nitidotellina nitidula Dunker, 1860はシノニム。
別名：花貝、紅貝。なお、桜貝という日本語はタコノマクラまたはシャコガイを表すことがある。

## 分布
日本国内では北海道南部以南。このほか朝鮮半島、台湾、海南島、インドネシア、ニューカレドニア。

## 形態
殻長20ミリ。殻は極めて薄く、前後に長い卵形で後方がやや角ばる。膨らみは弱い。殻表は桃色。中央から前方にかけて成長線と斜めに交差する稜がある。外套線湾入は極めて深い。
白色の放射肋が2本あるが、カバザクラ（N. iridella）と比べて弱く、不明瞭である。殻表に金属光沢はない。これによってもウズザクラ（N. minuta）やカバザクラと区別できる。

## 生態
やや内湾性で、潮間帯から水深80メートルの砂泥底に生息。左の殻を下にして海底に潜り、長い水管を出している。

## 人との関わり
殻は貝殻細工に利用される。古くから知られ、詩歌の題材にもなっている。広義には本種の他カバザクラやモモノハナガイ（Moerella jedoensis, ニッコウガイ科）などもサクラガイ（桜貝）と呼ぶことがある。これらは外洋性で、殻は多く砂浜に打ち上げられる。その様子は桜が散ったようで、美しい殻の色を愛され春の季語と定められた。